# Luis José Díaz
Luis José Díaz est un artiste espagnol.
Il a notamment dessiné la face nationale des pièces de 1 et 2 euros espagnoles avec comme motif le roi Juan Carlos. 